# Pierres druidiques de Becquerel
Les 'Pierres druidiques de Becquerel, est un site naturel considéré à tort comme un ancien dolmen. Elles sont situées sur la commune de Périgny, dans le département français du Calvados.

## Description
La pierre se trouve au milieu des bois sur la crête d'un escarpement rocheux dominant le vallon du Cresme affluent de la Druance. Deux gros blocs laissent entre eux un passage et auraient pu, selon Léon Coutil, servir autrefois de supports à une large pierre plate et former un dolmen, cette table de couverture aurait roulé dans le ravin jusqu'au creux de la vallée où elle repose maintenant au bord du ruisseau. Des ifs poussent au pied de la Pierre druidique.

## Légendes
On raconte que les Gaulois y célébraient les mystères de leur religion et que ces pierres sont hantées la nuit par un Codrille, animal surnaturel né d'un œuf pondu par un coq et couvé par un crapaud, qui effraie et poursuit les passants attardés.

## Galerie

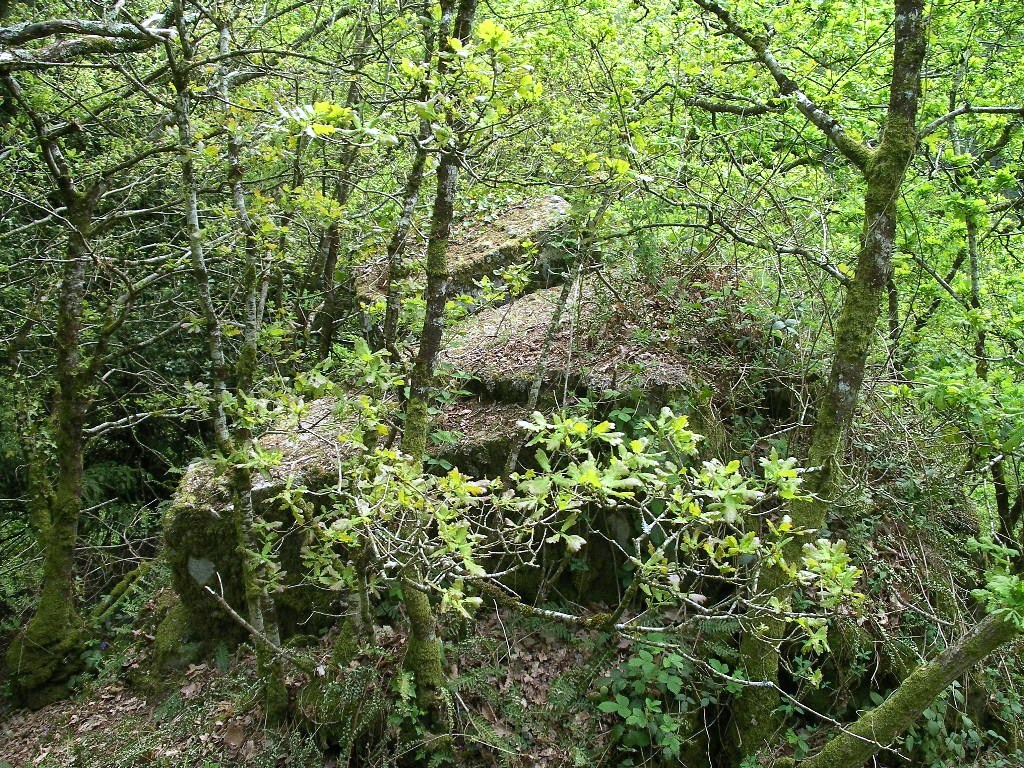
Deux blocs rocheux.
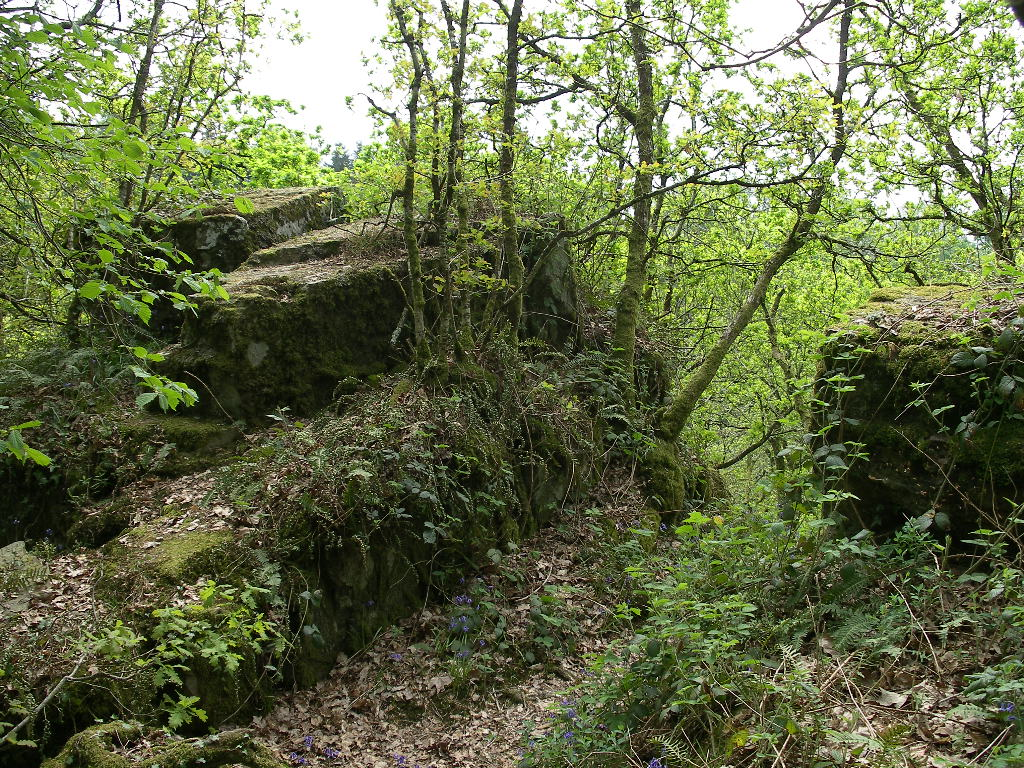
Passage entre les rocs.
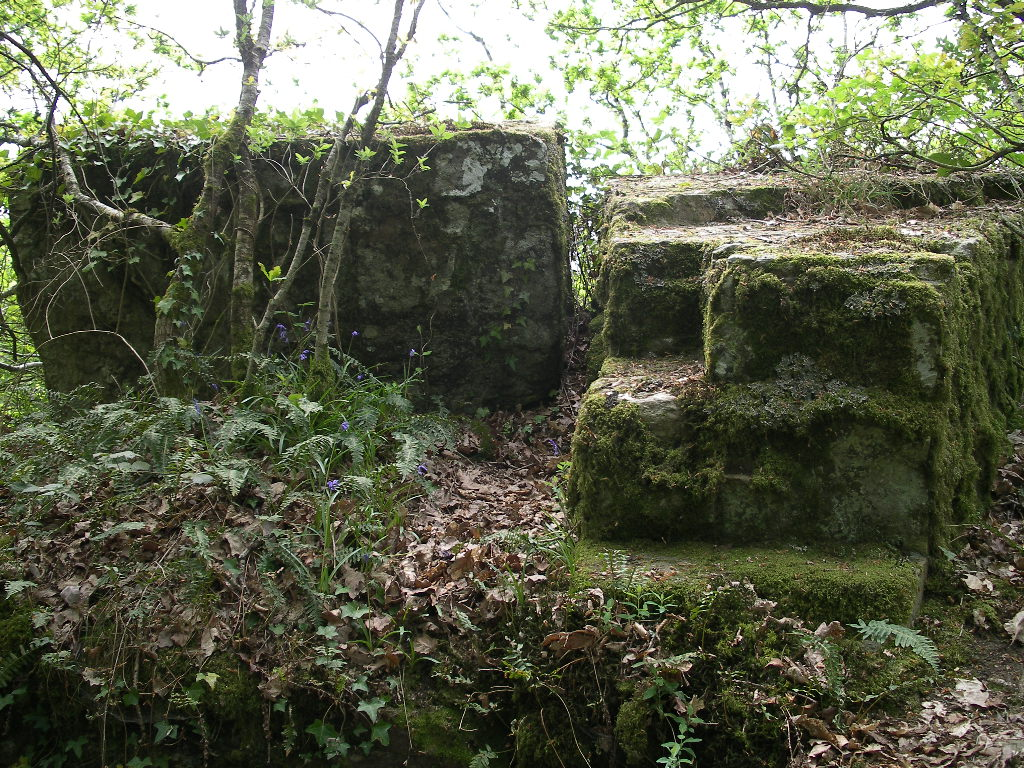
Rochers découpés.
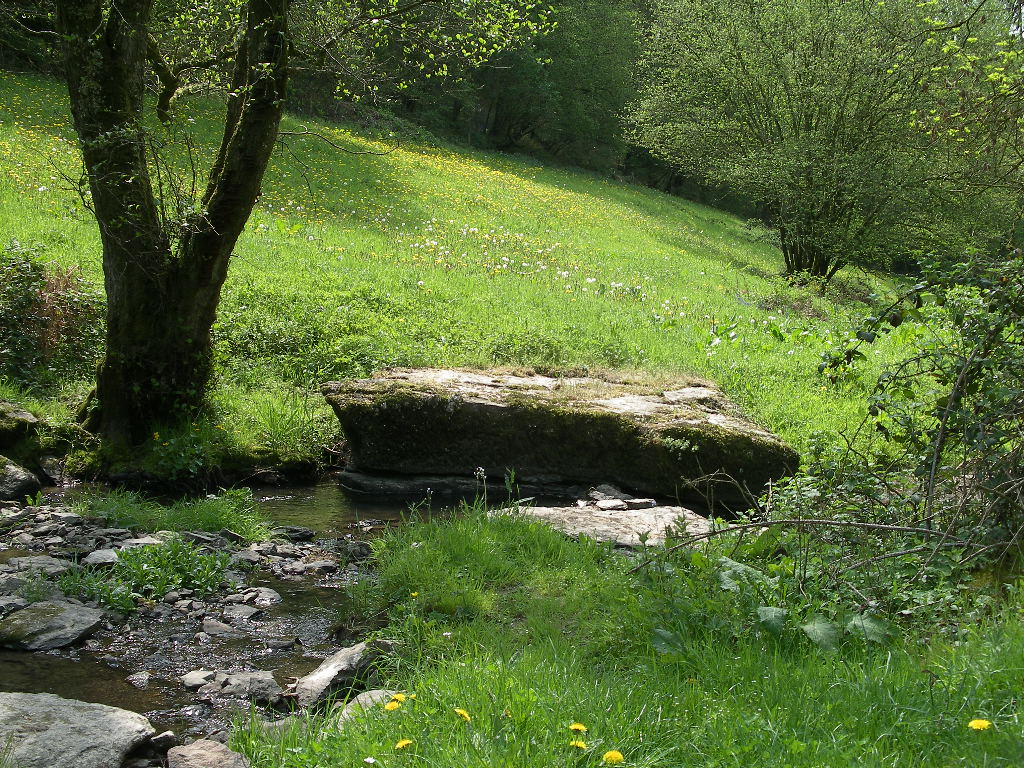
Table supposée du dolmen dans le vallon.